# Douroana
A Douroana (grafada incorretamente como Adroana) é uma pequena localidade situada no norte do Município de Cascais, localizada na freguesia de Alcabideche, no distrito e área metropolitana de Lisboa, Portugal.
Limita a norte com o Linhó, a nascente com Manique, a sudeste com a Mealha, a sul com Bicesse, a sudoeste com o Alcoitão e a oeste com a Atrozela.
A localidade aparece registada nas inquirições de 1258, denominada casale de Aroana Michaelis. O topónimo é o resultado da ligação da preposição de com o nome próprio Ouroana, patronímico português em uso na Idade Média, e que partilha com outras localidades no Santiago do Cacém e Ourique.
Possuia, em 1758, dezassete fogos, que aumentaram para 37 em 1960. Nesta localidade nasce a ribeira de Bicesse. Inclui os lugares do Bairro da Cruz Vermelha, Fonte da Carreira e integra também a Zona Industrial de Alcabideche.